# Караозек (Балхаський район)
Караозе́к (каз. Қараөзек) — село у складі Балхаського району Алматинської області Казахстану. Входить до складу Куйганського сільського округу.
Населення — 76 осіб (2021; 67 у 2009, 129 у 1999, 218 у 1989).